# Годес, Отто
Отто Годес (нем. Otto Gohdes; 17 декабря 1896 — 5 марта 1945) — нацистский функционер, руководитель образовательного управления НСДАП и Германского трудового фронта.

## Биография

### Ранние годы. Первая мировая война
Сын батрака. В 1903—1911 гг. ходил в школу в родном городе. После окончания школы работал кирпичником, а на заработанные деньги сумел оплатить своё обучение в унтер-офицерской школе в соседнем Грайфенберге.
С началом Первой мировой войны добровольцем отправился на фронт, где за исключительную храбрость вскоре получил Железный крест обоих классов и Значок за военные заслуги 2-й степени в серебре. За время боев был три раза ранен. После четвёртого ранения в июле 1918 г. сутки пролежал на поле боя и был захвачен в плен французами. После неудачных попыток побега он был помещен в тюрьму Авиньона и вернулся домой только в марте 1920 г.
Вернувшись в родной город, Годес присоединился к морской бригаде Эрхардта — одному из многочисленных добровольческих корпусов того времени, где до 1923 г. командовал взводом. Одновременно с 1922 г. Годес работал служащим в Нойхофе-бай-Вирхов, округа Драмбург Прусского государственного лесничества.

### Карьера в национал-социалистическом движении
Уже в начале 1920-х гг. Годес был членом многочисленных парамилитаристских и национал-социалистических формирований и организаций, в том числе «Юнгштурма», «Викинг-бунда», «Шлагетер-бунда», Союза наступления и обороны, Стального шлема, организации Консул, Пограничной стражи Померании.
В августе или сентябре 1923 г. вступил в НСДАП, после её роспуска вторично вступил в октябре 1929 г. Долгое время был крайсляйтером партии (руководителем районного отделения) у себя в городе. В 1920-е гг. состоял в СА, затем в июле 1930-марте 1933 гг. был членом СС, где достиг ранга штурмбаннфюрера. В 1938 г. вновь вступил в СА, где в 1944 г. получил ранг группенфюрера.
В 1931 г. за активное участие в движении против Годеса было возбуждено дисциплинарное дело на службе, а в 1932 г. он был уволен с неё.
В 1932—1933 гг. — руководитель аппарата партийной организации и аппарата гауляйтера (Gauorganisationsleiter) НСДАП в Померании.
С 1933 г. член рейхстага и прусского ландтага.
С весны 1933 по осень 1934 гг. — руководитель Управления по вопросам обучения партии и трудового фронта. При нём в Берлине был организован Главный партийный архив НСДАП.
С 1934 г. руководил Управлением образования в организации Сила через радость, а также был членом Малого конвента Германского трудового фронта и Имперской палаты труда.
Член экспертного совета Национал-социалистической организации производственных ячеек, член Оценочной комиссии Имперской палаты кинематографии (где также работала его жена), один из кураторов Института изучения конъюнктуры.
С 1936 г. — комендант Орденского замка Крёссинзее, который располагался недалеко от его родного города.
Рейхсгауптамтсляйтер (1935), гауптдинстляйтер (1943) НСДАП.
В годы Второй мировой войны создал и возглавил штаб «К» («Кавказ», известный также как Служба Годеса, Dienststelle Gohdes) для сбора материалов о кавказском регионе в составе Имперского министерства оккупированных восточных территорий.
Погиб в бою при отступлении из орденского замка под натиском частей Красной армии.

## Публикации
- Marschausbildung A.V.M. // Ausbildungs-Vorschrift f. d. Politischen Leiter der NSDAP. 1. München: Eher, 1935.
- Deutschland und Kaukasien: Erlebnisse u. Ereignisse. Berlin: Zentralstelle f. Angehörige d. Völker d. Ostens, Dienststelle Gohdes, 1944.
- Kaukasien. Berlin: Zentralstelle f. Angehörige d. Völker d. Ostens, Dienststelle Gohdes, 1944.